# Aberedw Castle
Aberedw Castle, også kendt som Castle in Elfael Uwch Mynydd, er ruinen af en middelalderborg, der ligger i den lille landsby Aberedw i Powys, Mid Wales. Den blev opført i slutningen af 110-tallet, sandsynligvis for at erstattet en tidligere motte and bailey-fæstning i træ få hundrede meter derfra.
Den sidste fyrste af Wales, Llewelyn ap Gruffydd, boede på Aberedw Castle inden han blev dræbt og halshugget af Adam Francton i 1282, som derefter sendt hans hoved til kong Edvard 1. af England.